# Style baroque pétrovien

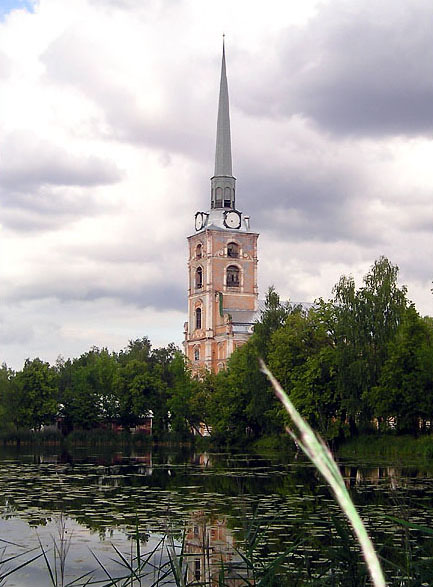
Église Saint-Pierre-et-Paul à Iaroslavl rare exemple de baroque petrovien en province russe

Le baroque pétrovien ou baroque pétrinien (en russe : Петровское барокко) est un terme utilisé par les historiens d'art pour désigner, parmi les différents baroques russes, le style artistique et architectural adopté par Pierre Ier le Grand et largement utilisé pour l'édification de la nouvelle capitale de la Russie : Saint-Pétersbourg.
Dans les limites des années 1697 à 1730, (soit l'époque de Pierre le Grand et de ses successeurs directs), c'était un style architectural orienté vers les modèles architecturaux civils suédois, allemands, hollandais (représentés en particulier par les œuvres de Nicodème Tessin le Jeune). Les modèles d'Europe occidentale de baroque pétrovien sont des édifices à l'architecture éclectique, influencée par l'« internationalisme baroque » de Gian Lorenzo Bernini, adoucie par la passion française pour le classicisme et par les traditions anciennes du gothique. Mais il n'est pas possible de réduire toute la diversité des solutions architecturales des architectes de Pierre le Grand au seul baroque.
Cette architecture se caractérise par la simplicité de ses volumes, la netteté et la retenue de sa décoration, la manière de présenter les façades planes. À la différence du baroque moscovite très populaire à Moscou à cette époque, le baroque pétrovien représente une rupture décisive et totale avec la tradition byzantine qui domina l'architecture russe pendant près de 700 ans.
Parmi les premiers architectes de Saint-Pétersbourg il faut retenir : Jean-Baptiste Alexandre Le Blond, Domenico Trezzini, Andreas Schlüter, Nicola Michetti, Djiovanni Fontana, Georges Mattarnovi. Tous étaient présents en Russie sur invitation de Pierre le Grand. Chacun de ces architectes apportait, en même temps que l'image des bâtiments qu'il construisait, les traditions de son pays, ou de telle ou telle école dont il était le représentant. En réalisant leurs projets ils assimilaient et l'architecture baroque européenne et l'architecture russe, comme le fit Mikhaïl Zemtsov.
Le palais Lefort peut être cité comme exemple type de baroque pétrovien. Il est bâti à Moscou avant la construction de la nouvelle capitale à Saint-Pétersbourg en 1697-1699 par l'architecte Dmitri Aksamitov (et reconstruit en 1707-1709 par l'architecte Djiovani Fontana). L'église de l'Archange Gabriel est un autre exemple. Surnommée tour Menchikov (1701—1707) par la population, elle est l'œuvre de l'architecte Ivan Zaroudni. Des éléments de baroque moscovite sont réunis dans ces édifices particulièrement dans l'ordonnancement et la décoration des façades. Le mélange d'éléments provenant du baroque moscovite et du baroque pétrovien va entraîner l'apparition du baroque élisabethain qui prend en compte ces deux styles.

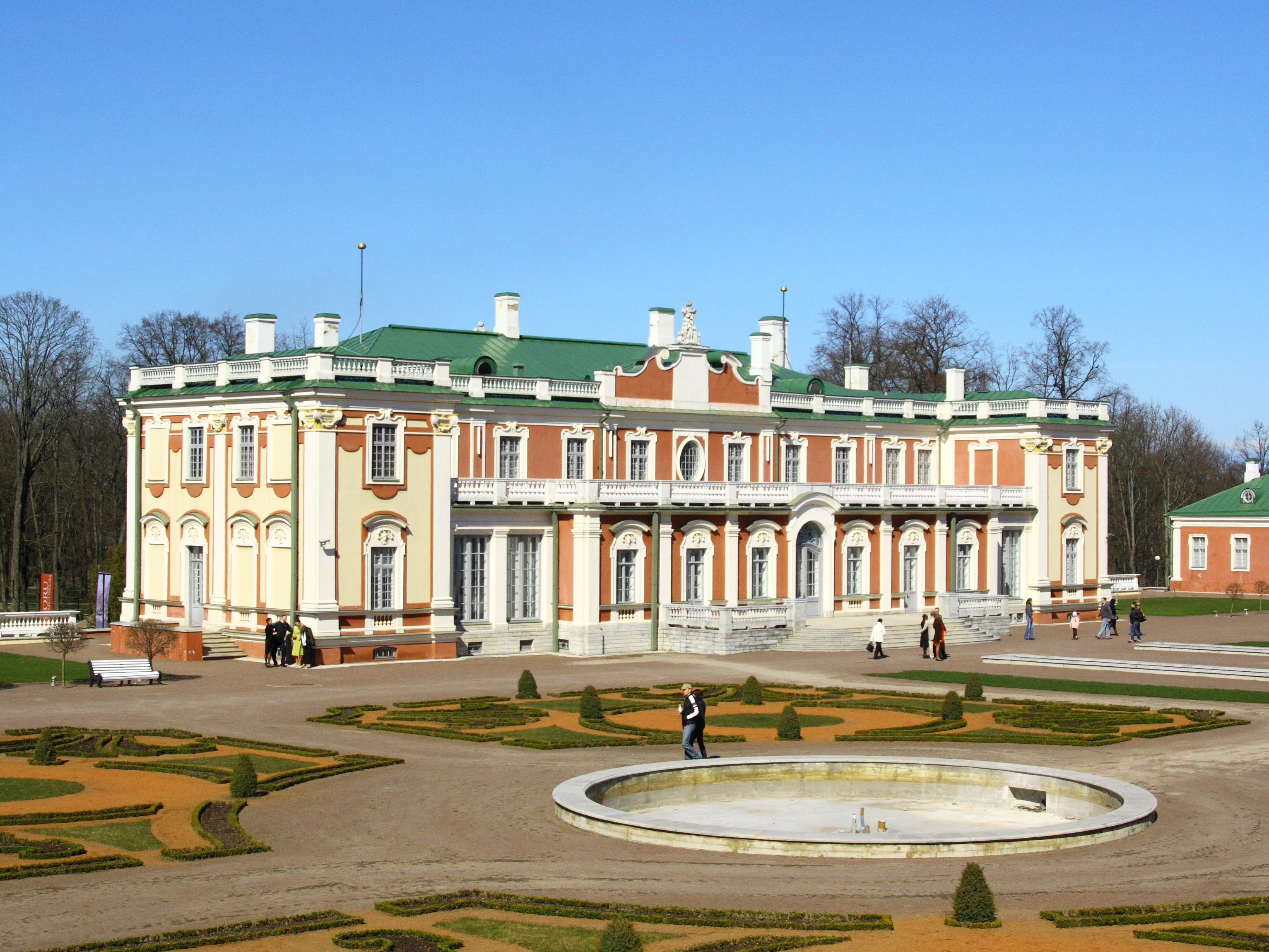
Château de Catharinenthal
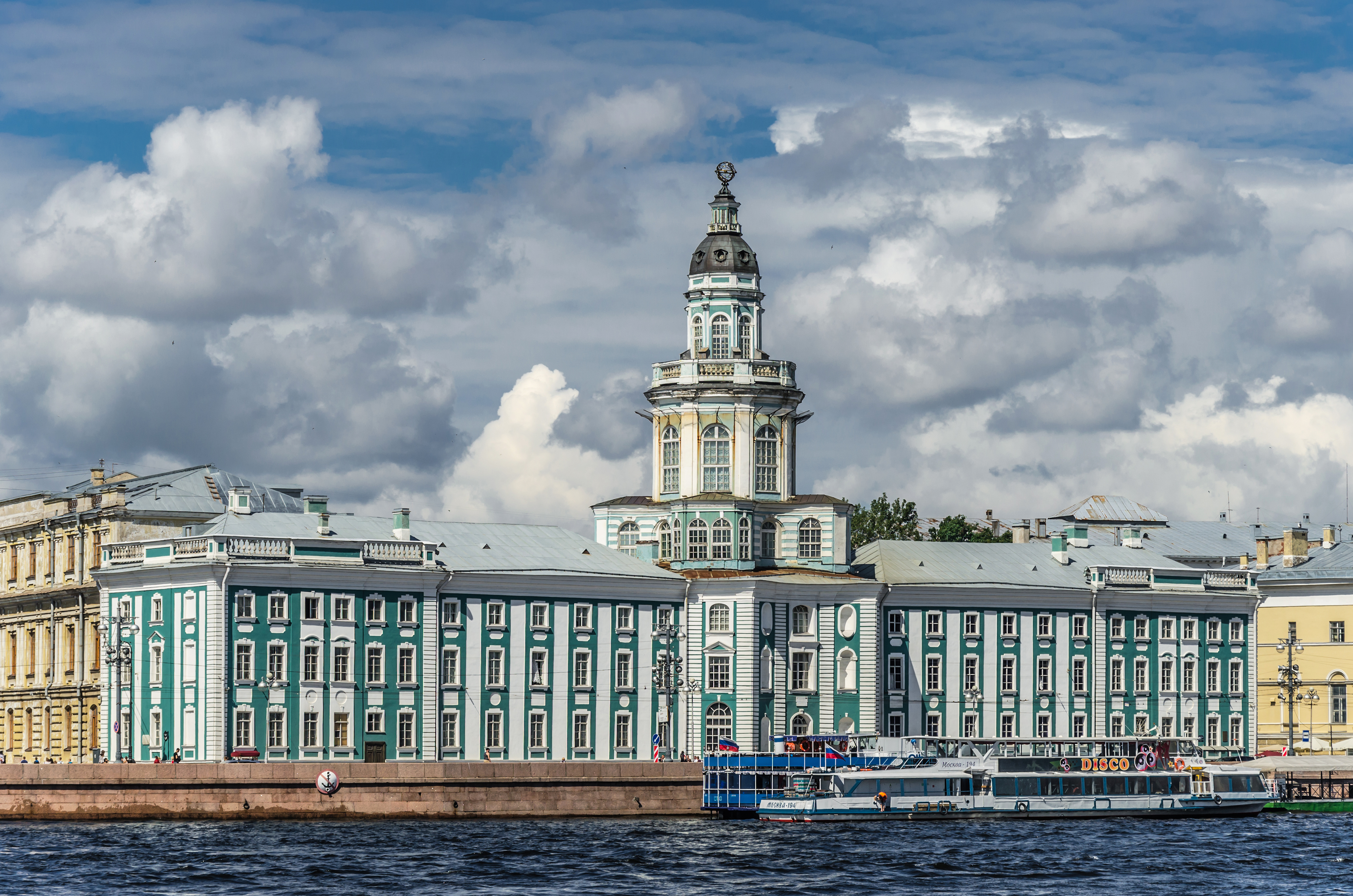
Kunstkamera Musée d'ethnographie et d'anthropologie de l'Académie des sciences de Russie
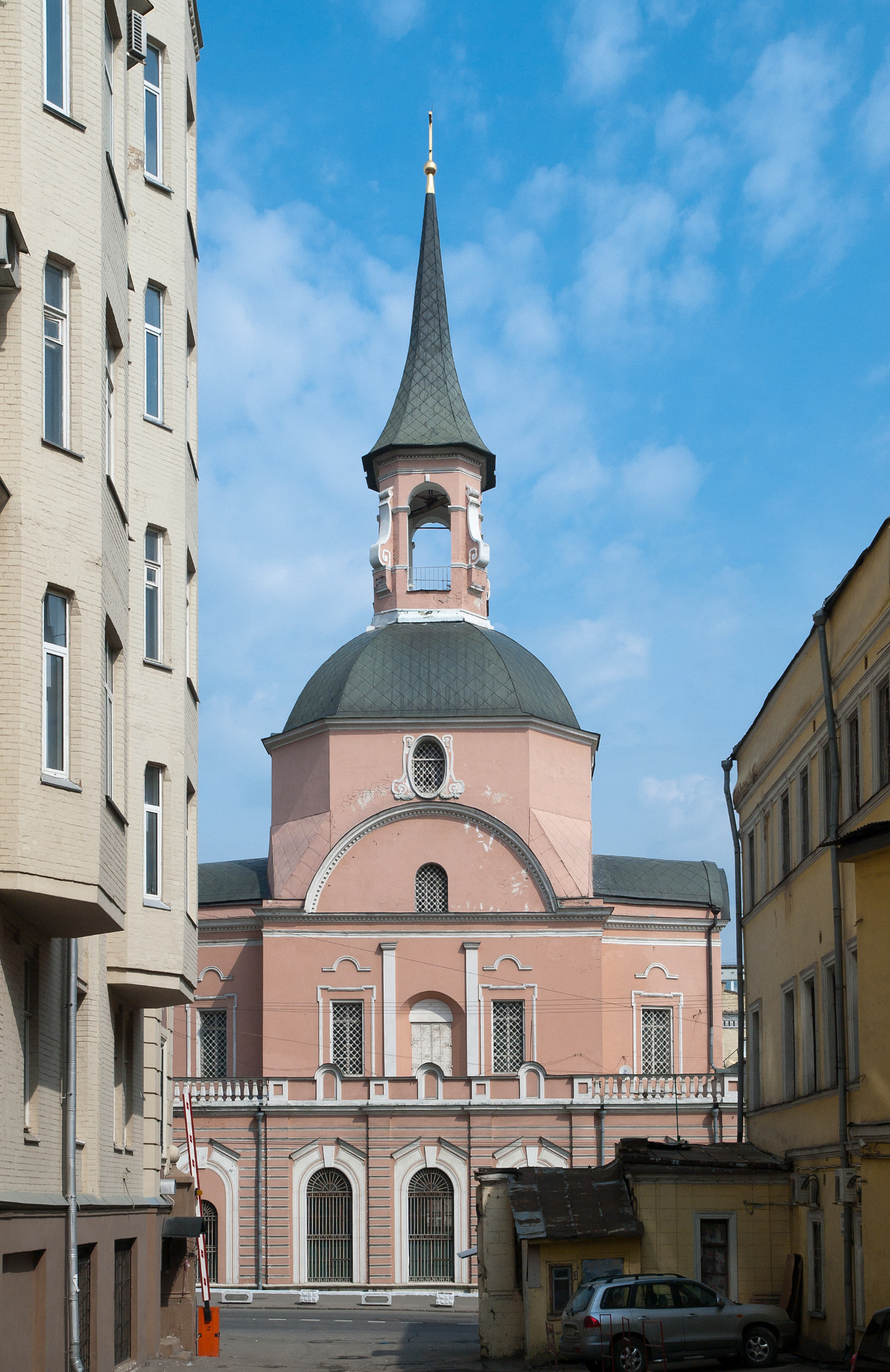
Église Pierre-et-Paul à Nova Basmanna
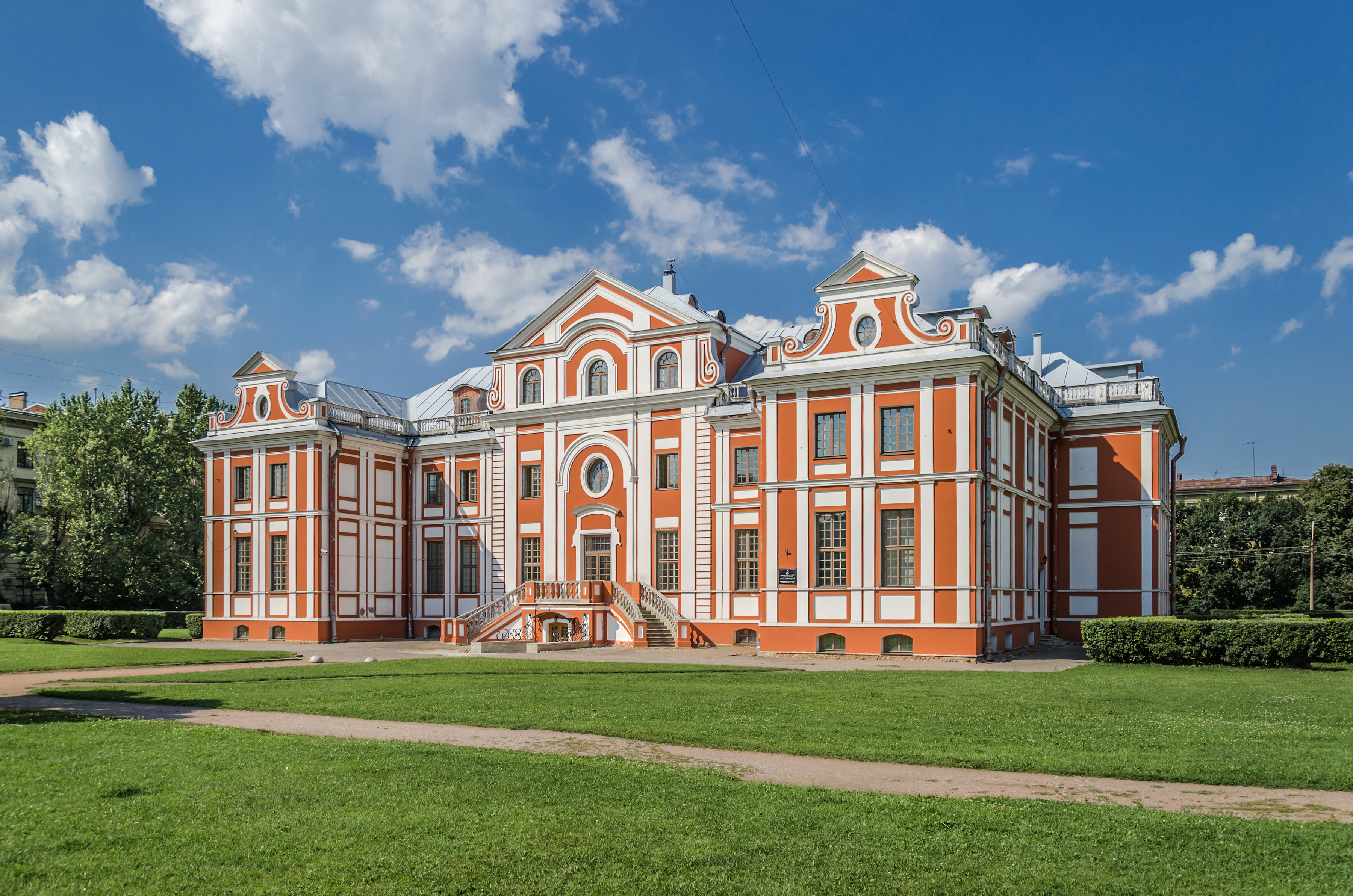
Palais Kikine
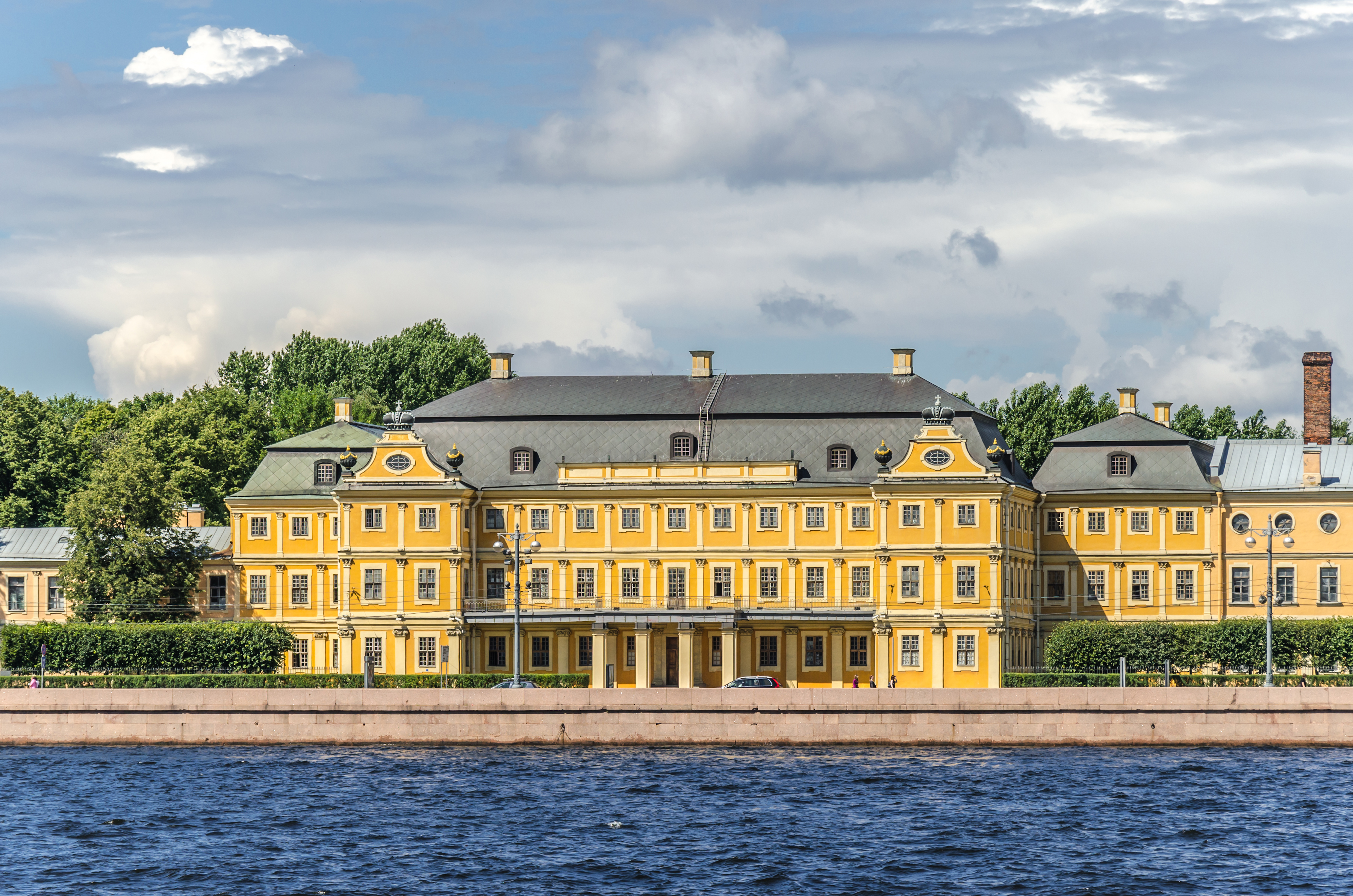
Palais Menchikov à Saint-Pétersbourg[1].

## Liens
- Грабарь И. Э. Архитекторы-иностранцы при Петре Великом